# Theodore Holmes Bullock
Theodore Holmes Bullock (16 de mayo de 1915 - 20 de diciembre de 2005) es uno de los padres fundadores de la neuroetología. A lo largo de casi siete décadas de carrera, este académico estadounidense ha sido considerado tanto un pionero e influyente neurocientífico, que ha examinado la fisiología y la evolución del sistema nervioso en todos los niveles de organización, como un defensor del enfoque comparativo, que ha estudiado especies de casi todos los grandes grupos animales:celentéreos, anélidos, artrópodos, equinodermos, moluscos y cordados.
Bullock descubrió el órgano de la fosa en las víboras de fosa y los electrorreceptores en los peces débilmente eléctricos, así como en otros animales electrosensoriales. Su trabajo sobre la respuesta de evitación del atasco en los peces eléctricos (trabajo continuado posteriormente por Walter Heiligenberg) es un excelente ejemplo de cómo los programas motores se integran con la información sensorial entrante al generar un patrón de comportamiento en respuesta a un estímulo.
Bullock hizo un llamamiento a la comunidad científica para que mirara más allá de los paradigmas establecidos en neurociencia, así como para que tuviera en cuenta la ecología de un animal cuando se esforzara por comprender su sistema nervioso. Como escribió en una ocasión, "la neurociencia forma parte de la biología, más concretamente de la zoología, y sufre una visión de túnel a menos que se continúe con la etología, la ecología y la evolución”.
En su afán por ir más allá de una descripción del sistema nervioso, Bullock estudió muchas especies diferentes y no relacionadas entre sí. Creía que este "enfoque comparativo" revelaría tanto los principios generales del sistema nervioso como qué propiedades del sistema nervioso (anatómicas, fisiológicas y químicas) eran relevantes para las diferencias observadas en los rasgos específicos de cada especie, así como qué rasgos específicos eran relevantes para las diferencias observadas en los sistemas nerviosos. Sus descubrimientos ayudaron a explicar diversas propiedades de los sistemas nerviosos. En una influyente reseña escribió: "Es probable que la neurociencia comparada alcance conocimientos tan novedosos que constituyan revoluciones en la comprensión de la estructura, las funciones, la ontogenia y la evolución de los sistemas nerviosos. [...] Sin la debida consideración de los correlatos neurales y conductuales de las diferencias entre taxones superiores y entre familias, especies, sexos y estadios estrechamente relacionados, no podemos esperar comprender los sistemas nerviosos ni a nosotros mismos".
Un colega describió a Bullock como un “explorador científico aventurero, que busca continuamente fenómenos por descubrir y nuevos principios unificadores”. Hasta el final de su vida, a la edad de 90 años, Bullock mantuvo una presencia activa e influyente en los campos de la neurociencia y la neuroetología.

## Biografía
Segundo de cuatro hermanos, Bullock nació el 16 de mayo de 1915 en Nankín (China). Sus padres, Amasa y Ruth Bullock (de soltera Beckwith), eran misioneros presbiterianos y habían llegado a China en 1909. En 1928, cuando Bullock tenía trece años, la familia regresó a Estados Unidos y se estableció en el sur de California. La vida de Bullock como neurocientífico comenzó con estudios histológicos de la degeneración cerebral que realizó cuando aún estaba en el instituto. Durante este tiempo también estudió biología marina y otros cursos en el Laboratorio Biológico Marino del Pomona College. En 1934 obtuvo el título de Associate of Arts en el Pasadena Junior College y en 1936 se licenció en la Universidad de California en Berkeley, donde estudió zoología. En 1937 Bullock se casó con Martha Runquist, con quien permaneció casado hasta el final de su vida, 68 años después. Tuvieron dos hijos, Christine y Steve.
Bullock se doctoró en la Universidad de Berkeley bajo la supervisión de S.F. Light y se centró en la organización del sistema nervioso (anatomía y fisiología) de los gusanos de bellota, generalmente considerados un grupo hermano de los condados. Esto marcó el inicio de sus estudios sobre sistemas nerviosos simples, que utilizó para explorar los mecanismos neurales que trabajan juntos para producir una salida en respuesta a un estímulo, tanto a nivel fisiológico como conductual. Durante esta época, también se hizo evidente para él la importancia de los estudios comparativos. Creía que para comprender plenamente el funcionamiento del cerebro y el sistema nervioso había que buscar los puntos en común y también las diferencias entre los sistemas nerviosos de distintos niveles taxonómicos. Tras doctorarse en 1940, aceptó una beca posdoctoral y más tarde un puesto de profesor en Yale. Durante sus cuatro años en Yale, Bullock trabajó en el Laboratorio Biológico Marino (MBL) de Woods Hole durante los veranos. Allí enseñó zoología de invertebrados y su famoso curso de fisiología, y estudió las redes nerviosas de los celenterados y la estructura y fisiología de las fibras nerviosas gigantes de los anélidos. Sus estudios sobre las redes nerviosas le llevaron a ser uno de los primeros experimentalistas en comprender el valor y la importancia de las técnicas computacionales para el modelado y el análisis de datos.
En 1944, Bullock aceptó un puesto docente en la Universidad de Missouri, donde enseñó anatomía y fisiología a estudiantes de medicina. Dos años más tarde se incorporó a la facultad de la Universidad de California, Los Ángeles (UCLA), donde permaneció durante los siguientes veinte años. Durante este tiempo, ayudó a crear el campo de la neurobiología comparativa e integradora. En una serie de famosos experimentos sobre el ganglio cardíaco de las langostas, Bullock demostró que las neuronas pueden comunicarse no sólo a través del potencial de acción y la sinapsis química, sino también a través de interacciones no sinápticas sin tales impulsos. Hoy sabemos que este tipo de interacción eléctrica está mediada por uniones gap. Esta idea, según la cual las sinapsis eléctricas unen grupos de células en unidades funcionales, llevó a Bullock a interesarse toda su vida por los potenciales de campo, generados por la actividad eléctrica sumada de millones de células cerebrales. Bullock fue un profesor respetado que impartió muchos cursos en la UCLA, como zoología y biología avanzada de invertebrados. Pasó los veranos de 1955-1957 en Woods Hole como director del curso de Zoología de Invertebrados.
En 1966, Bullock dejó la UCLA para unirse al nuevo Departamento de Neurociencias de la Facultad de Medicina de la Universidad de California en San Diego (UCSD). También fue presidente de la Unidad de Neurobiología del Instituto de Oceanografía Scripps en La Jolla, CA. Una de las razones de su traslado a la UCSD fue que esperaba cerrar la brecha entre la biología marina y la medicina.
Bullock publicó una gran variedad de trabajos. Además de las especies mencionadas, también estudió el sistema nervioso de corales, erizos de mar, espirúnculidos, Limulus, Aplysia, estrellas de mar, serpientes de cascabel, rayas, tiburones, marsopas, leones marinos, sepias, bagres, perezosos, manatíes, salamandras , ranas, tortugas, mixinos, cangrejos de río, atún, pez rata, murciélagos, cangrejos, octópodos, serpientes, ratas y humanos. En 1965, junto con Adrian Horridge, Bullock publicó la fundamental “biblia de la neurobiología de los invertebrados” en dos volúmenes: Estructura y función en el sistema nervioso de los invertebrados.
Bullock era conocido como un profesor y mentor inspirado. Más de 100 científicos pasaron por su laboratorio como becarios posdoctorales e investigadores asociados. De 1949 a 1999, Bullock fue el principal asesor de 36 estudiantes de doctorado (17 en Scripps) y en 1982 se jubiló como profesor emérito. Sin embargo, la jubilación no le impidió seguir en la vanguardia de la neurociencia comparada. A la edad de 88 años, Bullock restableció un estudio de modelización de redes nerviosas y construyó un modelo que predecía con exactitud las relaciones de entrada-salida para una serie de estímulos diferentes. Bullock mantuvo un activo laboratorio de investigación y siguió estudiando la anatomía y fisiología del sistema nervioso hasta su muerte, el 20 de diciembre de 2005.

## Premios y puestos destacados
1950–51, beca Fulbright, The Zoological Station, Nápoles, Italia
1955–56, Presidente de la Asociación Estadounidense de Profesores Universitarios
1961, Elegido miembro de la Academia Estadounidense de Artes y Ciencias.
1963, admitido en la Academia Nacional de Ciencias (NAS), presidió la Sección de Zoología de la NAS y, cuando ésta se disolvió, pasó a presidir la nueva Sección de Neurobiología.
1965, Presidente de la Sociedad Estadounidense de Zoólogos (ahora Sociedad de Biología Integrativa y Comparada (SICB))
1968, Premio Karl Spencer Lashley, Sociedad Filosófica Estadounidense
1970, elegido miembro de la Sociedad Filosófica Estadounidense.
1973, Queen's Fellow en Biología Marina, Australia
1973-4, tercer presidente de la Sociedad de Neurociencia
1984, primer presidente de la Sociedad Internacional de Neuroetología.
1984, Premio Ralph W. Gerard de Neurociencia, Sociedad de Neurociencia
1988, Doctor honoris causa, Universidad de Frankfurt
2000, Doctorado honoris causa, Universidad de Loyola Chicago